# Clavigo (1978)
Clavigo ist die 1978 geschaffene Aufzeichnung des Fernsehens der DDR einer Studioinszenierung von Gerd Keil nach einem Trauerspiel von Johann Wolfgang von Goethe aus dem Jahr 1774.

## Handlung
Da es sich hier um eine Schauspielinszenierung handelt, siehe: Clavigo.

## Produktion
Die Statistenrollen wurden mit Studenten der Staatlichen Schauspielschule Berlin besetzt.
Die Erstausstrahlung der auf ORWO-Color geschaffenen Aufzeichnung erfolgte am 15. Oktober 1978 im 1. Programm des Fernsehens der DDR. Am 25. Juli 1982 wurde sie im ORF gesendet.

## Kritik
Henryk Goldberg befand in der Tageszeitung Neues Deutschland, dass Jürgen Hentsch den Clavigo kalt und unbeteiligt gab, wo es um Liebe ging, willenlos nahezu den Einflüsterungen seines höfischen Freundes Carlos ausgeliefert. Die innere Befindlichkeit wird gelegentlich sichtbar durch sparsame Gesten, ein Zucken der Mundwinkel, hier war zu erahnen, was Hentsch eigentlich als Schauspieler zu leisten vermag.
Mimosa Künzel von der Neuen Zeit schrieb: „Was immer Gerd Keil bewogen, gereizt, veranlaßt haben mag, mit Clavigo ein Werk aus Goethes Sturm- und Drangperiode zu inszenieren, es beflügelte ihn jedenfalls zu einer achtbaren Aufführung (…). Was ich jedoch an diesem Fernsehregisseur der mit Vorliebe Klassiker interpretiert besonders schätze, ist die Korrektheit der Dar- und Auslegung, die Sorgfalt in der Wahl des Spielmittels sowie die Sorgfalt, die er diesen Werken angedeihen läßt.“